# VI wojna diadochów
Szósta wojna diadochów – konflikt stoczony w latach 282 p.n.e.-281 p.n.e. pomiędzy imperium Seleucydów, a państwem Lizymacha. Starcie to było ostatnim spośród trwających z przerwami czterdzieści lat wojen diadochów.

## Przyczyny

Państwo Seleucydów (kolor żółty) i państwo Lizymacha (kolor brązowy) po bitwie pod Ipsos (301 p.n.e.)

Po zakończeniu V wojny diadochów, Lizymach pokonawszy Demetriusza I Poliorketesa stał się jednym z najpotężniejszych władców świata hellenistycznego. Jego państwo rozciągało się wówczas od Macedonii i Tracji, po zachodnią Azją Mniejszą. W 284 p.n.e. Lizymach interweniował w Heraklei Pontyjskiej, gdzie jego pierwsza żona, Amastris została zamordowana przez swoich synów - Klearchosa II i Oksatresa, którzy w ten sposób objęli władzę w mieście. Gdy Lizymach dowiedział się o tym wydarzeniu wyruszył do Heraklei, po czym udał, że jest przyjaźnie nastawiony do braci, a następnie rozkazał ich zabić. Tymczasem drugi konflikt rozegrał się bezpośrednio na jego własnym dworze, ponieważ wrogie stosunki zapanowały pomiędzy jego drugą żoną Arsinoe II, córką króla Egiptu Ptolemeusza I Sotera, a jego synem z pierwszego małżeństwa (czyli z Amastris) Agatoklesem. Namówiony przez swoją żonę Lizymach rozkazał swojemu stronnikowi Ptolemeuszowi Keraunosowi stracić Agatoklesa. Śmierć syna Lizymacha pociągnęła za sobą poważne konsekwencje. Część dworu Lizymacha stanęła po stronie zmarłego Agatoklesa, a kiedy zaczęli być prześladowani i mordowani przez władcę Tracji, uciekli na dwór innego z diadochów Seleukosa Nikatora, prosząc go o pomoc. Wśród uciekinierów znaleźli się między innymi brat Agatoklesa Aleksander VI Arridajos, oraz żona Agatoklesa Lizandra razem ze swoimi dziećmi. Z kolei zarządca Pergamonu Filetajros dobrowolnie podporządkował się Seleukosowi i oddał mu skarbiec z kwotą wynoszącą dziewięć tysięcy talentów. W wyniku intryg dworskich, prowadzonych na dworze Lizymacha, autorytet tego władcy zaczął szybko podupadać. Jego dotychczasowi zwolennicy zaczęli go stopniowo opuszczać. Dotyczyło to nawet syna z pierwszego małżeństwa Ptolemeusza Sotera, a wspomnianego wcześniej Ptolemeusza Keraunosa, który znalazł schronienie u króla Tracji, po tym jak w 285 p.n.e. na tron Egiptu został wybrany Ptolemeusz II Filadelfos, syn Bereniki I, drugiej żony Sotera.

## Przebieg wojny

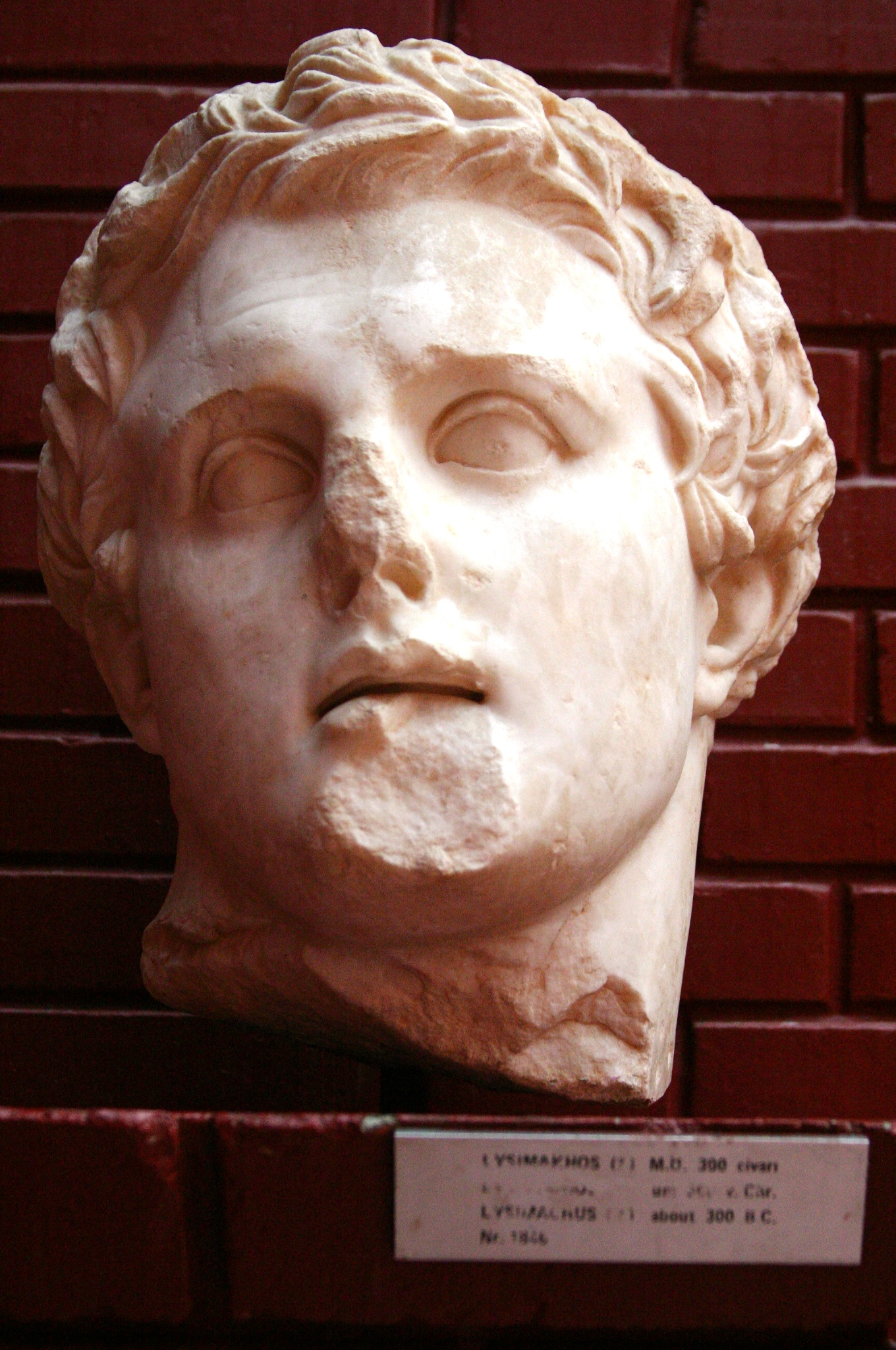
Rzeźba przedstawiająca głowę Lizymacha.

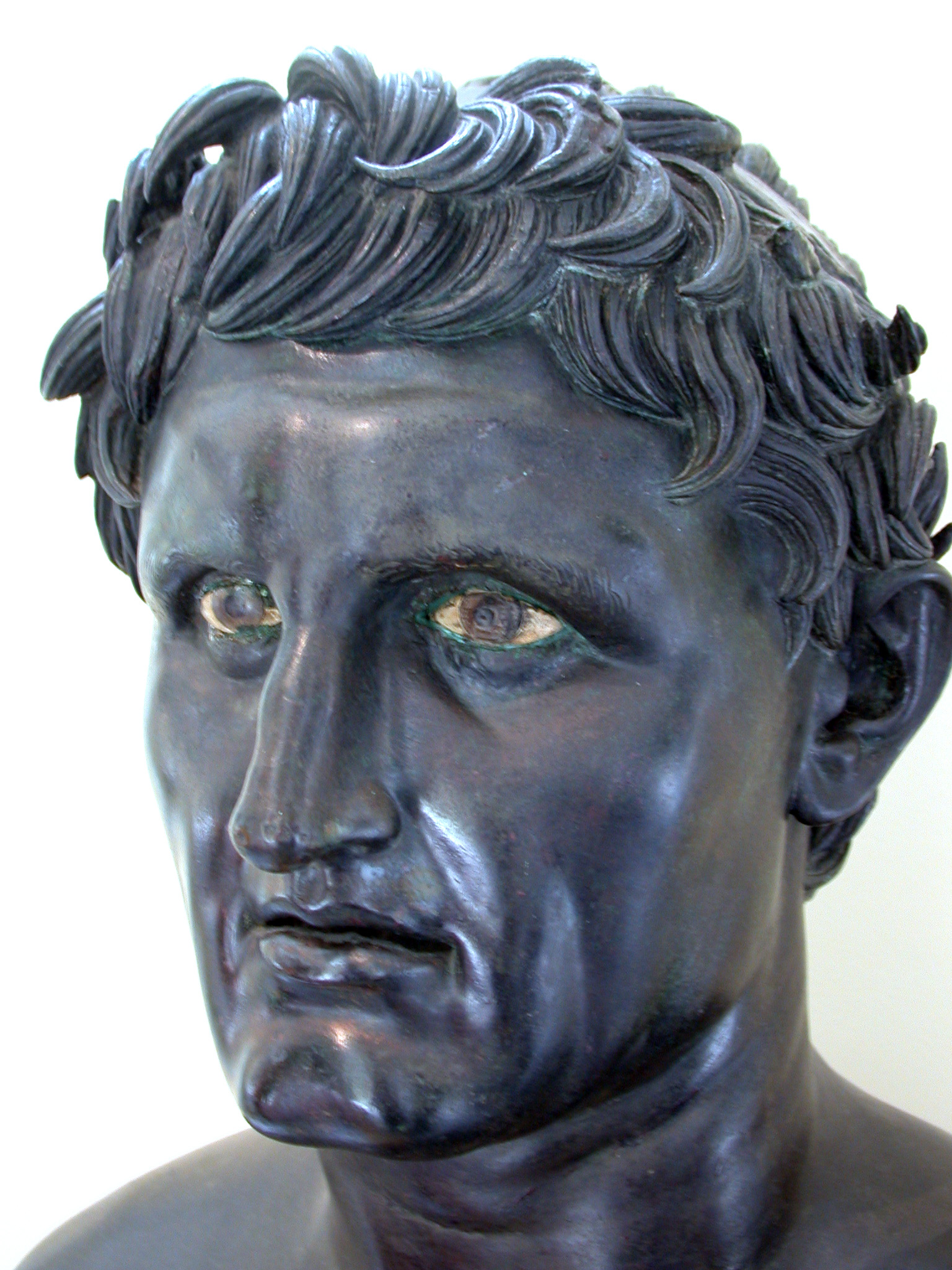
Rzeźba przedstawiająca głowę Seleukosa.

Nakłaniany przez uciekinierów z Tracji Seleukos Nikator, postanowił wybrać się na wojnę przeciwko Lizymachowi latem 282 p.n.e. Seleukos zaatakował tereny Azji Mniejszej, poczynając od Cylicji. Następnie udał się do Frygii Większej, gdzie Aleksandra VI Arridajosa zajął miasto Kotiaejon. Wrogi swojemu ojcu Aleksander użył tam podstępu i wszedł za mury miejskie w przebraniu wieśniaka, a po ujawnieniu swojej tożsamości wykorzystał zaskoczenie. Jego ukryci za murami żołnierze przeszli przez otwarta bramę, zajmując Kotiaejon bez walki. Kolejnym celem Seleukosa stała się Lidia, a obrońcy jej stolicy - Sardes stawili silny opór. Po wyznaczeniu przez Seleukosa nagrody w postaci stu talentów za pojmanie dowódcy garnizonu Sardes, w obawie przed zdradą sam dowódca się poddał i otworzył miasto najeźdźcy. Tymczasem Lizymach po długiej mobilizacji zebrał wreszcie swoją armię z Europy i przeprawił się przez Hellespont do swoich azjatyckich posiadłości, jakie mu jeszcze pozostały aby stawić czoło Seleukosowi. Do spotkania obu królów doszło w lutym 281 p.n.e. w Lidii w pobliżu miejscowości Kurupedion. W wyniku stoczonej tam bitwy Lizymach zginął zabity włócznią, a reszta Azji Mniejszej stanęła otworem przed zwycięską armią Seleukosa. Po śmierci Lizymacha, stał się on ostatnim z żyjących diadochów Aleksandra Wielkiego. Po zajęciu Azji i po przeprawieniu się przez Hellespont do Europy, ostatnim celem Seleukosa stało się opanowanie Macedonii. W realizacji tych planów przeszkodził mu Ptolemeusz Keraunos, który zabił ostatniego z diadochów i sam został królem Macedonii i Tracji.

### Źródła
- Poliajnos, Podstępy wojenne, Warszawa, Prószyński i S-ka, 2003. ISBN 83-7225-183-9.
- Polibiusz, Dzieje, Wrocław, 2005.

### Opracowania
- Grzegorz Lach, Wojny diadochów 323-281, Zabrze-Tarnowskie Góry, 2012.
- Lund H. S., Lysimachus. A study in Early Hellenistic Kingship, Londyn 1992.